# Suaeda pterantha
Suaeda pterantha là loài thực vật có hoa thuộc họ Dền. Loài này được (Kar. & Kir.) Bunge miêu tả khoa học đầu tiên năm 1880.